# Cittàslow
Cittàslow (langsame Stadt; italienisch città „Stadt“, englisch slow „langsam“) ist eine Bewegung und ein Netzwerk. Der international tätige Verein mit Sitz in der Gemeinde Orvieto wurde 1999 in Italien gegründet.
Der Verein wird inspiriert von der Slow-Food-Bewegung. Hauptziele sind die Verbesserung der Lebensqualität in Städten und das Verhindern der Vereinheitlichung und Amerikanisierung von Städten, in denen Franchise-Unternehmen dominieren. Die Unterstützung und Betonung von kultureller Diversität und den eigenen und speziellen Werten der Stadt und ihres Umlandes sind ebenfalls zentrale Cittàslow-Ziele. Im weiteren Sinne kann Cittàslow dem Trend der sogenannten Slow-Bewegung (vgl. Entschleunigung) zugerechnet werden.
Ab Januar 2006 entstanden Cittàslow-Netzwerke in Deutschland, Norwegen, Großbritannien und Spanien. In anderen Ländern arbeiten ebenfalls Dörfer und Städte auf die Akkreditierung der Cittàslow-Organisation hin.

## Mitgliedschaft und deren Voraussetzungen
Wie Slow Food ist auch Cittàslow eine Mitgliedschaftsorganisation. Die vollständige Mitgliedschaft bei Cittàslow ist nur Städten mit einer Bewohnerzahl von unter 50.000 erlaubt. Um sich für die Mitgliedschaft zu qualifizieren, muss eine Stadt normalerweise mindestens 50 % der Kriterien in einem Selbstbewertungsprozess erfüllen; erst dann kann sie sich bei dem nationalen Cittàslow-Netzwerk bewerben. Die Kriterien erstrecken sich auf die sieben Themenbereiche Umweltpolitik, Infrastrukturpolitik, urbane Qualität, Aufwertung der einheimischen Erzeugnisse, Gastfreundschaft, Bewusstsein und landschaftliche Qualität. Die Mitgliedschaft erfordert außerdem einen jährlichen Beitrag an die Organisation.
Neben der Cittàslow-Mitgliedschaft gibt es die Kategorie der Cittàslow-Unterstützer. Diese Möglichkeit wurde 2005 geschaffen und ist gedacht für Institutionen, Unternehmen und Städte, welche die Ziele von Cittàslow unterstützen, sich für die volle Mitgliedschaft aber nicht qualifizieren können.

## Mitglieder
Die folgenden Orte sind Mitglied (Stand: September 2017):

### Italien
1. Abbiategrasso
2. Acqualagna
3. Acquapendente
4. Altomonte
5. Amalfi
6. Amelia
7. Anghiari
8. Asolo
9. Barga
10. Bazzano
11. Borgo Val di Taro
12. Bra
13. Brisighella
14. Bucine
15. Caiazzo
16. Capalbio
17. Casalbeltrame
18. Castel Campagnano
19. Castel San Pietro Terme
20. Castelnovo ne’ Monti
21. Castelnuovo Berardenga
22. Castiglione in Teverina
23. Castiglione Olona
24. Cerreto Sannita
25. Chiavenna
26. Chiaverano
27. Cisternino
28. Città della Pieve
29. Città Sant’Angelo
30. Civitella in Val di Chiana
31. Controguerra
32. Cortona
33. Cutigliano
34. Fontanellato
35. Francavilla al Mare
36. Galeata
37. Giuliano Teatino
38. Gravina in Puglia
39. Greve in Chianti
40. Grumes
41. Guardiagrele
42. Levanto
43. Marradi
44. Massa Marittima
45. Monte Castello di Vibio
46. Montefalco
47. Morimondo
48. Novellara
49. Orsara di Puglia
50. Orvieto
51. Parrano
52. Pellegrino Parmense
53. Penne
54. Pianella
55. Pollica
56. Positano
57. Pratovecchio
58. Preci
59. Ribera
60. Salorno
61. San Miniato
62. San Potito Sannitico
63. San Vincenzo
64. Sant’Agata di Puglia
65. Santa Sofia
66. Santarcangelo di Romagna
67. Scandiano
68. Sperlonga
69. Suvereto
70. Teglio
71. Termoli
72. Tirano
73. Todi
74. Tolfa
75. Torgiano
76. Trani
77. Travacò Siccomario
78. Trevi
79. Turbigo
80. Usseglio
81. Vigarano Mainarda
82. Zibello

### Deutschland
1. Bad Essen,
Niedersachsen
2. Bad Schussenried,
Baden-Württemberg
3. Bad Wimpfen,
Baden-Württemberg
4. Berching,
Bayern
5. Bischofsheim in der Rhön,
Bayern
6. Blieskastel,
Saarland
7. Deidesheim,
Rheinland-Pfalz
8. Hersbruck,
Bayern
9. Homberg (Efze),
Hessen
10. Lüdinghausen,
Nordrhein-Westfalen
11. Maikammer,
Rheinland-Pfalz
12. Meldorf,
Schleswig-Holstein
13. Michelstadt,
Hessen
14. Nördlingen,
Bayern
15. Penzlin,
Mecklenburg-Vorpommern
16. Schneverdingen,
Niedersachsen[3]
17. Spalt,
Bayern
18. Schwetzingen,
Baden-Württemberg
19. Überlingen,
Baden-Württemberg
20. Waldkirch,
Baden-Württemberg
21. Wirsberg,
Bayern
22. Zwingenberg,
Hessen

ehemals
1. Schwarzenbruck,
Bayern (bis Ende 2010)[4]

### Österreich
1. Enns, Oberösterreich
2. Hartberg, Steiermark
3. Horn, Niederösterreich

### Schweiz
1. Mendrisio, Tessin

### Belgien
1. Chaudfontaine,
Provinz Lüttich
2. Enghien,
Provinz Hennegau
3. Estinnes,
Provinz Hennegau
4. Evere,
Region Brüssel-Hauptstadt
5. Lens,
Provinz Hennegau
6. Silly,
Provinz Hennegau

### Dänemark
1. Mariagerfjord
2. Svendborg, Fyn

### Finnland
1. Kristinestad (finn. Kristiinankaupunki)
2. Österbotten (finn. Pohjanmaa)

### Frankreich
1. Créon,
Département Gironde
2. Labastide-d’Armagnac,
Dép. Landes
3. Loix,
Dép. Charente-Maritime
4. Mirande,
Dép. Gers
5. Saint-Antonin-Noble-Val,
Dép. Tarn-et-Garonne
6. Segonzac,
Dép. Charente
7. Valmondois,
Dép. Val-d’Oise

### Irland
1. Clonakilty, County Cork

### Island
1. Djúpavogshreppur, Austurland

### Niederlande
1. Alphen-Chaam,
Provinz Noord-Brabant
2. Bellingwedde,
Provinz Groningen
3. Borger-Odoorn,
Provinz Drenthe
4. Echt-Susteren,
Provinz Limburg
5. Eijsden-Margraten,
Provinz Limburg
6. Heerde,
Provinz Gelderland
7. Midden-Delfland,
Provinz Zuid-Holland
8. Vaals,
Provinz Limburg
9. Vianen,
Provinz Utrecht
10. Vlagtwedde,
Provinz Groningen

### Norwegen
1. Eidskog, Innlandet
2. Levanger, Trøndelag
3. Sokndal, Rogaland
4. Ulvik, Vestland

### Polen
in der Woiwodschaft Ermland-Masuren (deutsche Namen in Klammern):
1. Barczewo (Wartenburg)
2. Bartoszyce (Bartenstein)
3. Biskupiec (Bischofsburg)
4. Bisztynek (Bischofstein)
5. Dobre Miasto (Guttstadt)
6. Działdowo (Soldau)
7. Górowo Iławeckie (Landsberg)
8. Gołdap (Goldap)
9. Jeziorany (Seeburg)
10. Lidzbark (auch Lidzbark Welski, dt. Lautenburg)
11. Lidzbark Warmiński (Heilsberg)
12. Lubawa (Löbau/WPr.)
13. Nidzica (Neidenburg)
14. Nowe Miasto Lubawskie
15. Olsztynek (Hohenstein)
16. Orneta (Wormditt)
17. Pasym (Passenheim)
18. Reszel (Rößel)
19. Ryn (Rhein)
20. Sępopol (Schippenbeil)

Andere Gegenden Polens:
1. Głubczyce (Leobschütz),
Woiwodschaft Opole
2. Kalety (Kalet),
Woiwodschaft Schlesien
3. Murowana Goślina,
Woiwodschaft Großpolen
4. Nowy Dwór Gdański (Tiegenhof),
Woiwodschaft Pommern
5. Prudnik (Neustadt O.S.),
Woiwodschaft Opole
6. Rejowiec Fabryczny,
Woiwodschaft Lublin

### Portugal
1. Lagos, Algarve
2. São Brás de Alportel, Algarve
3. Silves, Algarve
4. Tavira, Algarve
5. Viana do Castelo, Região Norte
6. Vizela, Região Norte

### Schweden
1. Falköping, Västra Götalands lan

### Spanien
spanische Namen in Klammern
1. Balmaseda (Valmaseda),
Baskenland (País Vasco)
2. Begues (Begas),
Katalonien (Cataluña)
3. Begur,
Katalonien (Cataluña)
4. Lekeitio (Lequeitio),
Baskenland (País Vasco)
5. Morella,
Valencianische Gemeinschaft (Comunidad Valenciana)
6. Mungia (Munguia),
Baskenland (País Vasco)
7. Pals,
Katalonien (Cataluña)
8. Rubielos de Mora,
Aragonien (Aragón)

### Ungarn
1. Hódmezővásárhely, Komitat Csongrád-Csanád

### Türkei
1. Akyaka,
Muğla (Provinz)
2. Eğirdir,
Isparta (Provinz)
3. Gerze,
Sinop (Provinz)
4. Gökçeada,
Çanakkale (Provinz)
5. Göynük,
Bolu (Provinz)
6. Halfeti,
Şanlıurfa (Provinz)
7. Perşembe,
Ordu (Provinz)
8. Şavşat,
Artvin (Provinz)
9. Seferihisar,
Izmir (Provinz)
10. Taraklı,
Sakarya (Provinz)
11. Uzundere,
Erzurum (Provinz)
12. Vize,
Kırklareli (Provinz)
13. Yalvaç,
Isparta (Provinz)
14. Yenipazar,
Aydın (Provinz)

### Zypern

#### Türkische Republik Nordzypern
1. Lefke, Distrikt Güzelyurt
2. Mehmetçik, Distrikt İskele
3. Yeniboğaziçi (Yeni Boğaziçi), Distrikt Gazimağusa

### Vereinigtes Königreich
1. Aylsham,
Norfolk, England
2. Berwick-upon-Tweed,
Northumberland, England
3. Llangollen,
Denbighshire, Wales
4. Mold,
Flintshire, Wales
5. Perth,
Schottland

### Australien
1. Goolwa, South Australia
2. Katoomba, New South Wales
3. Yea, Victoria

### China
1. Fuli, Fuchuan,
Autonomes Gebiet Guangxi
2. Jinyyang Town, Jingde,
Provinz Anhui
3. Shimenshan, Qufu,
Provinz Shandong
4. Yaxi, Gaochun,
Provinz Jiangsu
5. Yanyang, Meizhou,
Provinz Guangdong
6. Yuhu, Wenzhou,
Provinz Zhejiang

### Japan
1. Kesennuma, Präfektur Miyagi
2. Maebashi-Akagi, Präfektur Gunma

### Kanada
1. Cowichan Bay (auf Vancouver Island), British Columbia
2. Naramata (am Okanagan Lake), British Columbia
3. Wolfville, Nova Scotia

### Kolumbien
1. Pijao, Departamento del Quindío

### Neuseeland
1. Matakana, Rodney District

### Südafrika
1. Sedgefield, Western Cape

### Südkorea
1. Landkreis Cheongsong,
Gyeongsangbuk-do
2. Landkreis Damyang,
Jeollanam-do
3. Landkreis Hadong,
Gyeongsangnam-do
4. Jecheon,
Chungcheongbuk-do
5. Jeonju,
Jeollabuk-do
6. Namyangju,
Gyeonggi-do
7. Sangju,
Gyeongsangbuk-do
8. Sinan,
Jeollanam-do
9. Landkreis Taean (Sowon-Myeon),
Chungcheongnam-do
10. Landkreis Wando,
Jeollanam-do
11. Landkreis Yeongwol,
Gangwon-do
12. Landkreis Yeongyang (Seokbo-Myeon),
Gyeongsangbuk-do
13. Landkreis Yesan,
Chungcheongnam-do

### Taiwan
1. Dalin (Landkreis Chiayi)
2. Fenglin (Landkreis Hualien)
3. Nanzhuang (Landkreis Miaoli)
4. Sanyi (Landkreis Miaoli)

### USA
1. Fairfax (Kalifornien)
2. Sebastopol (Kalifornien)
3. Sonoma (Kalifornien)